# Ratusz w Brzostku

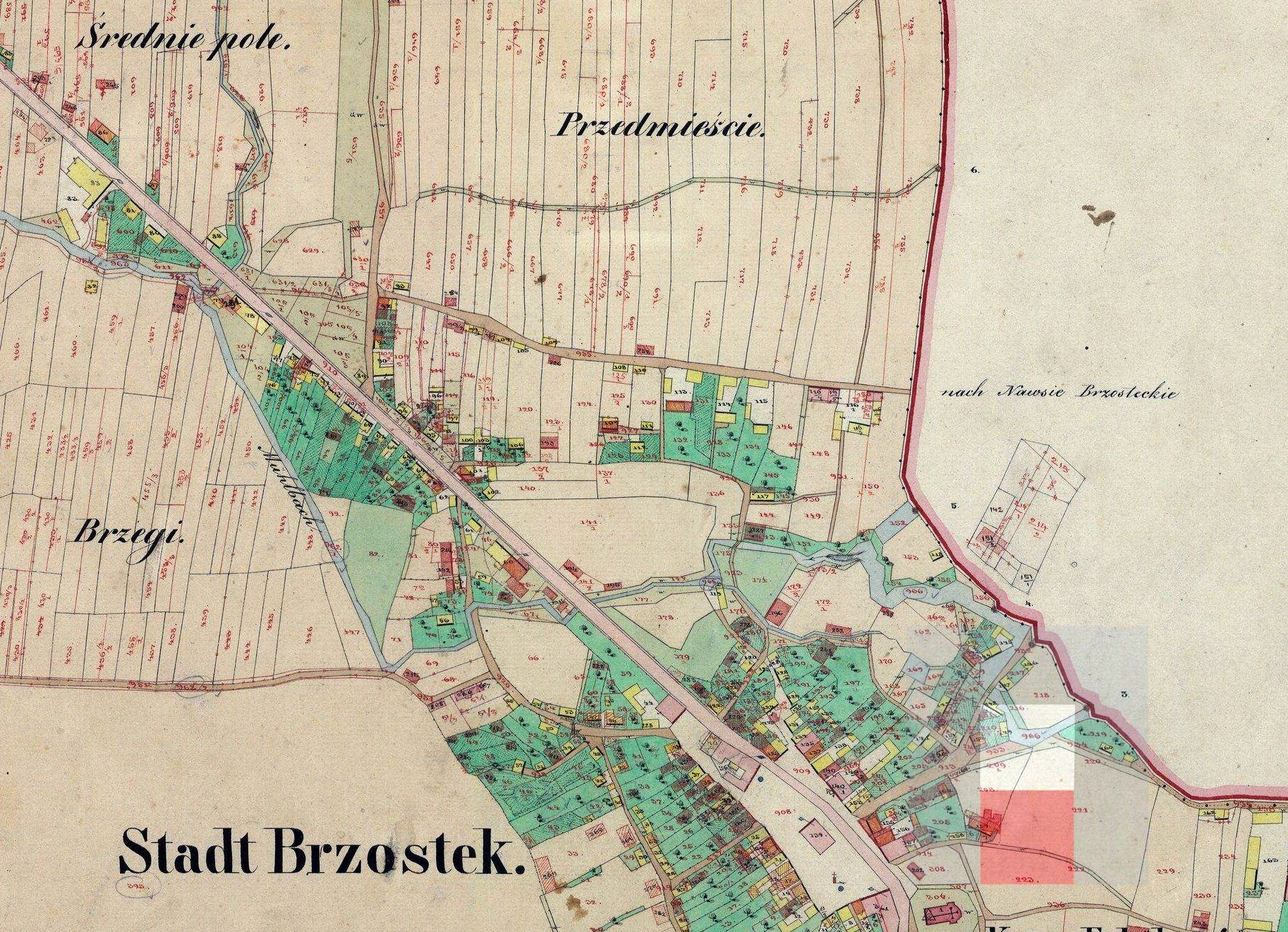
Fragment Brzostku na mapie ewidencyjnej z 1850 r. – w centrum rynku ratusz, oznaczony numerem 139.

Ratusz w Brzostku – budynek stojący niegdyś na środku Rynku w Brzostku, zniszczony podczas I wojny światowej.

## Historia
Ratusz w Brzostku został wzniesiony przypuszczalnie tuż po lokacji miejskiej Brzostku, pierwsza wzmianka o obiekcie pochodzi z 1539 r. Pierwotnie należał, podobnie jak miasto, do benedyktynów tynieckich – nie wiadomo, kiedy dokładnie przeszedł pod zarząd miasta.
Według opisu z lat 1720–1722 w budynku znajdowały się: izba kowala, stajnia, komnata gościnna, kuchnia oraz obszerna izba, mieszcząca piec kaflowy i gliniany kominek.
Na początku XX w. ratusz mieścił salę obrad, restaurację, remizę strażacką, salę, w której urządzano wesela i zabawy oraz bibliotekę gminną, która nosiła imię Adama Mickiewicza. Zarząd miasta miał wówczas siedzibę w również nieistniejącym już „starym budynku”, który stał przy obecnej ul. 11 Listopada. Nowy murowany budynek magistratu wzniesiono prawdopodobnie w pierwszych latach XX w.
Ratusz został zniszczony w maju 1915 r., podczas starcia wojsk austro-węgierskich z rosyjskimi – spalone zostały okna, dach i wnętrze. Puste okopcone mury zostały rozebrane po kilku latach.

## Architektura
Był to podpiwniczony, jednokondygnacyjny budynek, wzniesiony na planie prostokąta, ze ścianami ustawionymi równolegle względem pierzei rynku. Był nakryty gontowym łamanym dachem polskim i obwiedziony podcieniami, wspartymi na drewnianych słupach (podcieni tych nie było już na początku XX w.). Ratusz na całej długości przecinała sień zajezdna.